# Jean II de Thourotte
Pour les articles homonymes, voir Jean de Thourotte (homonymie).
Jean II de Thourotte ou Jean II de Thorotte (né vers 1165 - † entre 1235 et 1237) est le fils de Jean Ier de Thourotte et d'Alix de Dreux. Il est châtelain de Thourotte et de Noyon ainsi que seigneur d'Allibaudières à la suite de son mariage avec Odette de Dampierre à la fin du XIIe siècle et au début du XIIIe siècle.

## Biographie
En 1176 ou 1177, à la mort de son père Jean Ier de Thourotte, il lui succède et devient châtelain de Thourotte et de Noyon.
Avant 1196, il épouse Odette de Dampierre, dame d'Allibaudières, fille de Guillaume Ier de Dampierre et d'Ermengarde de Toucy, et devient également seigneur d'Allibaudières ce qui en fait un vassal du comte de Champagne.

## Mariage et enfants
Avant 1196, il épouse Odette de Dampierre, dame d'Allibaudières, fille de Guillaume Ier de Dampierre et d'Ermengarde de Toucy, dont il a neuf enfants :
- Guy de Thourotte, qui meurt avant son père. Il épouse Denise de Mello, fille de Renaud de Mello et de Gertrude de Nesle, mais n'a pas de postérité. Veuve, elle épousera en secondes noces Robert de la Tournelle ;
- Guillaume de Thourotte, qui meurt avant son père. Il épouse Béatrix de Beaumont, dame d'Offémont, fille d'Hugues, vicomte de Beaumont et d'Ada de Persan. Il est la tige de la branche de Thourotte dite d'Offémont ;
- Jean III de Thourotte, qui succède à son père ;
- Alix de Thourotte, qui épouse le châtelain de Beauvais ;
- Ermengarde de Thourotte, qui épouse Jean, seigneur de Conty, fils de Robert de Conty, d'où postérité ;
- Raoul de Thourotte, évêque de Verdun de 1224 jusqu'à sa mort en 1245 ;
- Gaucher de Thourotte ou Gautier de Thourotte, seigneur du Plessis-Cacheleux. Il épouse  en premières noces Marguerite de Beaumont, fille d'Hugues, vicomte de Beaumont et d'Ada de Persan. Veuf, il épouse en secondes noces Agnès, dame de Montmort, mais n'a probablement pas de postérité ;
- Robert de Thourotte, évêque de Langres de 1232 à 1240 puis de Liège de 1240 à sa mort en 1246 ;
- Helvide de Thourotte, qui épouse Eustache II, seigneur de Conflans, fils d'Eustache Ier de Conflans et de Marie de Pleurs, d'où postérité.

## Source
- Marie Henry d'Arbois de Jubainville, Histoire des Ducs et Comtes de Champagne, 1865.